# Ronnie Foster
Ronnie Foster (12 de mayo de 1950) es un pianista,  virtuoso organista y compositor estadounidense de jazz-funk.  

## Biografía
Nacido en Búfalo, Nueva York, Ronnie Foster comenzó los estudios de piano clásico en su infancia, pero el jazz llamó su atención cuando era adolescente. El joven Foster acudía a las jam sessions que contaban con un órgano además del piano, y fue así como progresivamente profundizó en el estudio de las grandes figuras del instrumento, como Jimmy Smith y Larry Young. Finalmente, Ronnie Foster comenzó a participar en diferentes conciertos de los clubs de su ciudad y de Nueva York al lado de figuras del funky jazz, como Stanley Turrentine, Grant Green y George Benson, y a principios de la década de 1970 ya había formado su primer grupo, Energy II.
Grant Green había contado con Foster en su álbum Alive, y el desempeño del organista le valió un contrato con la prestigiosa Blue Note Records. Su The Two Headed Freap (1972), que recogía influencias del soul-jazz y del funk no recibió excesiva atención, así como tampoco lo hizo Sweet Revival, grabado en diciembre de ese mismo año. Tras Live at Montreux (1973) y On the Avenue (1974), Foster edita Cheshire Cat en 1975, finalizando su contrato con el sello. Love Satellite (1978) y Delight (1979) fueron publicados ya por Columbia Records.
Durante la década de 1980 Foster se retira progresivamente de la composición para centrarse en su trabajo como músico de sesión. Ya durante la década anterior había aparecido en numerosos álbumes de grandes artistas como George Benson, Stevie Wonder, Roberta Flack, Earl Klugh, Jimmy Ponder, Stanley Clarke, o Lalo Schifrin, y durante los 80 aparece en los créditos de trabajos de Jimmy Smith, Earl Klugh, Roberta Flack, Harvey Mason, Stanley Turrentine, David Sanborn, Djavan, o Grover Washington, Jr., entre otros. La década de 1990 asiste por un lado a las colaboraciones de Foster con Lee Ritenour, Roland Vazquez o The Temptations, y por otro al redescubrimiento de los antiguos trabajos de Foster por parte de una nueva generación de oyentes y de músicos que sampleaban las viejas grabaciones de Foster para sus composiciones de hip hop y de un nuevo estilo que estaba despuntando: el acid jazz.

## Estilo y valoración
A menudo subestimado por los puristas de jazz en el inicio de su carrera, Ronnie Foster es un teclista de funk y soul jazz de gran telento que posee una formidable carrera como músico de sesión durante las décadas de 1970, 1980 y 1990. Sus álbumes de la década de 1970 con el sello Blue Note se convirtieron en verdaderos objetos de culto para una nueva generación de oyentes acosutumbrados a los sonidos más modernos del acid jazz. Aunque en raras ocasiones ha liderado sus propias bandas después de 1979, Ronnie Foster es una figura de cierta importancia en la historia del funky jazz de las décadas de 1980 y 1990.

## Discografía
- The Two Headed Freap (1972), Blue Note.
- Sweet Revival (1972), Blue Note.
- Ronnie Foster Live: Cookin' with Blue Note at Montreux (1973), Blue Note.
- On the Avenue (album)|On the Avenue (1974), Blue Note.
- Cheshire Cat (1975), Blue Note.
- Love Satellite (1978), Columbia.
- Delight (1979), Columbia.
- The Racer (1986), Projazz.
- Droppin' Science: Greatest Samples from the Blue Note Lab (2006), Blue Note.